# Les Escanes
Les Escanes és una masia de Vidrà (Osona) inclosa a l'Inventari del Patrimoni Arquitectònic de Catalunya.

## Descripció
Masia de planta rectangular, amb la façana principal al sud-est. Consta d'una planta baixa destinat a hàbitat i cabana i d'un sol pis destinat a hàbitat i petita galeria oberta. Els materials constrictius emprats són la pedra lligada amb argamassa, que en recobreix part de la façana principal, mentre la resta és de pedra vista. La coberta, de dues vessants, és de teula àrab. L'embigat és de roure, perfectament visible. L'estructura interior ha estat lleugerament adaptada a les necessitats de segona residència. La prolongació de la casa per la part sud oest amb la construcció d'un cobert, amb el llarg vessant de la façana, l'hi dona un aire pintoresc.

## Història
Es tracta d'una construcció dels segles XVIII amb algunes reformes al XIX. Malgrat tot, el topònim és anterior a aquestes dates. El seu emplaçament aïllat i la manca de zones de conreu àmplies foren, possiblement, el motiu de l'abandonament d'aquesta com a explotació agrària. Actualment és una segona residència sense cap funció de pagès. Ha estat objecte de restauració, especialment la teulada, per la qual cosa s'han emprat materials moderns que desllueixen lleugerament el conjunt. Les Escanes és un indret molt freqüentat pels pintors i és tema d'una immensa quantitat d'olis.